# 290 a.C.

## Eventos
- Mânio Cúrio Dentato e Públio Cornélio Rufino, cônsules romanos.
- Roma domina todo o centro da Itália depois do final da Terceira Guerra Samnita e da conquista dos sabinos pelo cônsul Mânio Cúrio Dentato[1]